# 紀元前50年

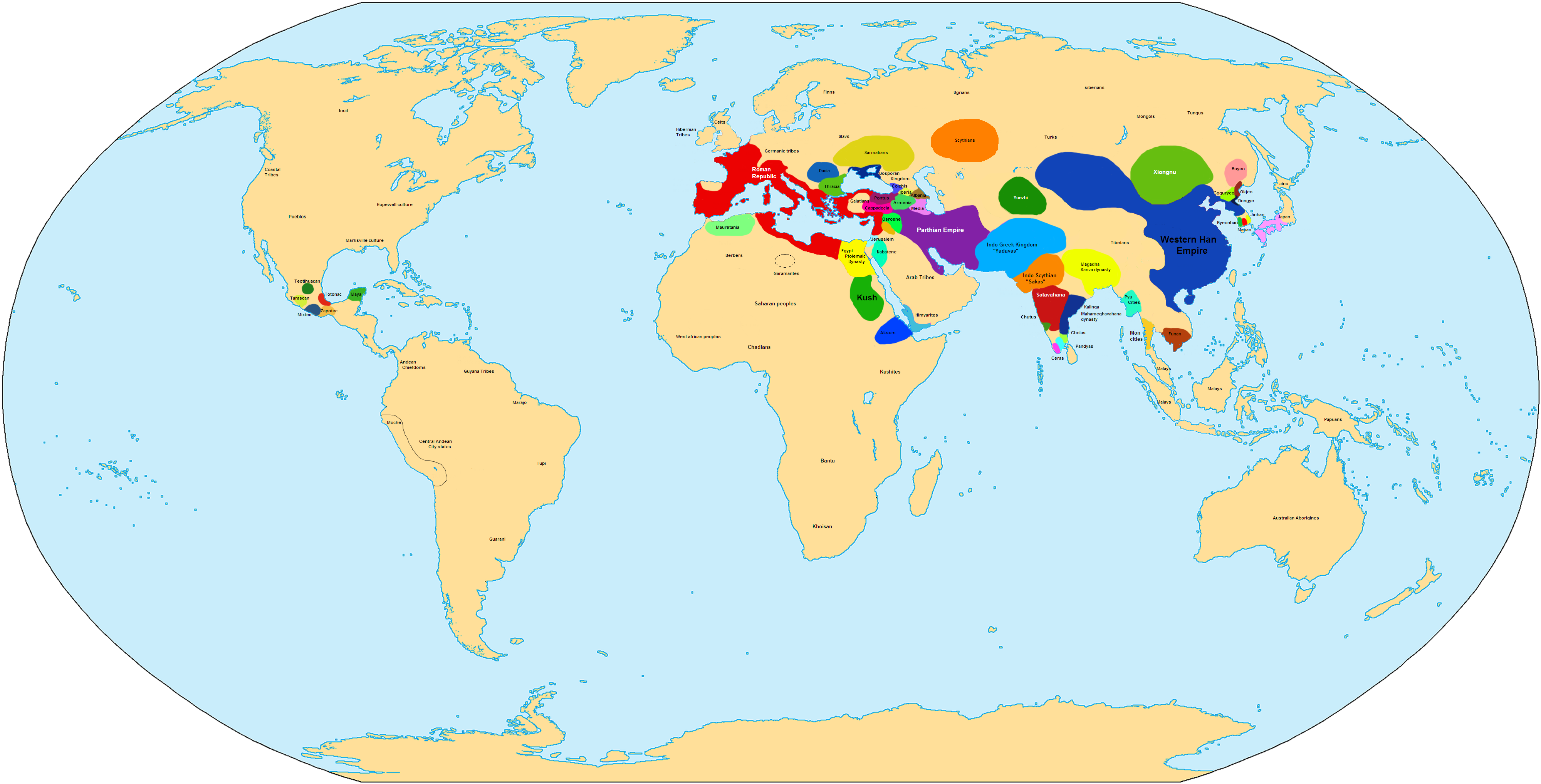
紀元前50年の世界

紀元前50年（きげんぜん50ねん）は、ローマ暦の年である。

## 他の紀年法
- 干支 : 辛未
- 日本
  - 崇神天皇48年
  - 皇紀611年
- 中国
  - 前漢 : 甘露4年
- 朝鮮
  - 新羅 : 赫居世8年
  - 檀紀2284年
- 仏滅紀元 : 494年
- ユダヤ暦 : 3711年 - 3712年

## できごと

### ローマ
- 元老院は、執政官を空席にするというガイウス・ユリウス・カエサルの許可を却下し、命令を撤回するように求めた。
- ローマ軍の武器スコーピオが発明された。
  - ポンペイのVilla of the Mysteriesの壁画Initiation Rites of the Cult of Bacchusが描かれた。

### 日本 (北東アジア)
- 崇神天皇 45年 皇紀611年 - 朝鮮半島は三国時代で三国史記に倭人が攻めてきたと記載されている｡

## 死去
- アリストブロス2世、ユダヤ王
- クィントゥス・ホルテンシウス（* 紀元前114年）

## フィクション
- フランスの漫画『アステリックス』の設定年代